# Fabrício Bento
Fabrício Bento da Cunha, mais conhecido como Fabrício Bento, ou simplesmente Fabrício (São Paulo, 1° de maio de 1975), é um treinador e ex-futebolista brasileiro que atuava como zagueiro. Atualmente comanda o Avaí FC.

## Carreira
Fabrício surgiu para o futebol nas categorias de base da Associação Portuguesa de Desportos.
Em 2008 Fabrício atuou no Avaí, aonde fez parte do elenco na campanha do time na conquista do acesso à série A no Campeonato Brasileiro da Série B de 2008. Em 2011, atuou no Sendas.
Iniciou sua carreira de treinador no Biguaçu, na Divisão de Acesso do Campeonato Catarinense. Para a temporada de 2013, Fabrício assumiu a equipe infantil do Avaí.

## Títulos

### Treinador
Biguaçu
- Divisão de Acesso do Campeonato Catarinense: 2011

Avaí
- Campeonato Catarinense Júnior: 2017

### Auxiliar-técnico
Avaí
- Taça Atlético Nacional de Medellín (turno do Campeonato Catarinense especial 2017): 2017
- Vice-Campeonato Catarinense: 2017